# Hristo Bonev
Hristo Atanasov Bonev (în bulgară Христо Aтанасов Бонев; n. 3 februarie 1947, Plovdiv, Republica Populară Bulgaria), cunoscut și sub numele de Zuma (în bulgară Зума), este un fost fotbalist și antrenor bulgar. Unul dintre cei mai mari fotbaliști bulgari, Bonev a fost renumit pentru viziunea și tehnica sa.